# Brânză Castello

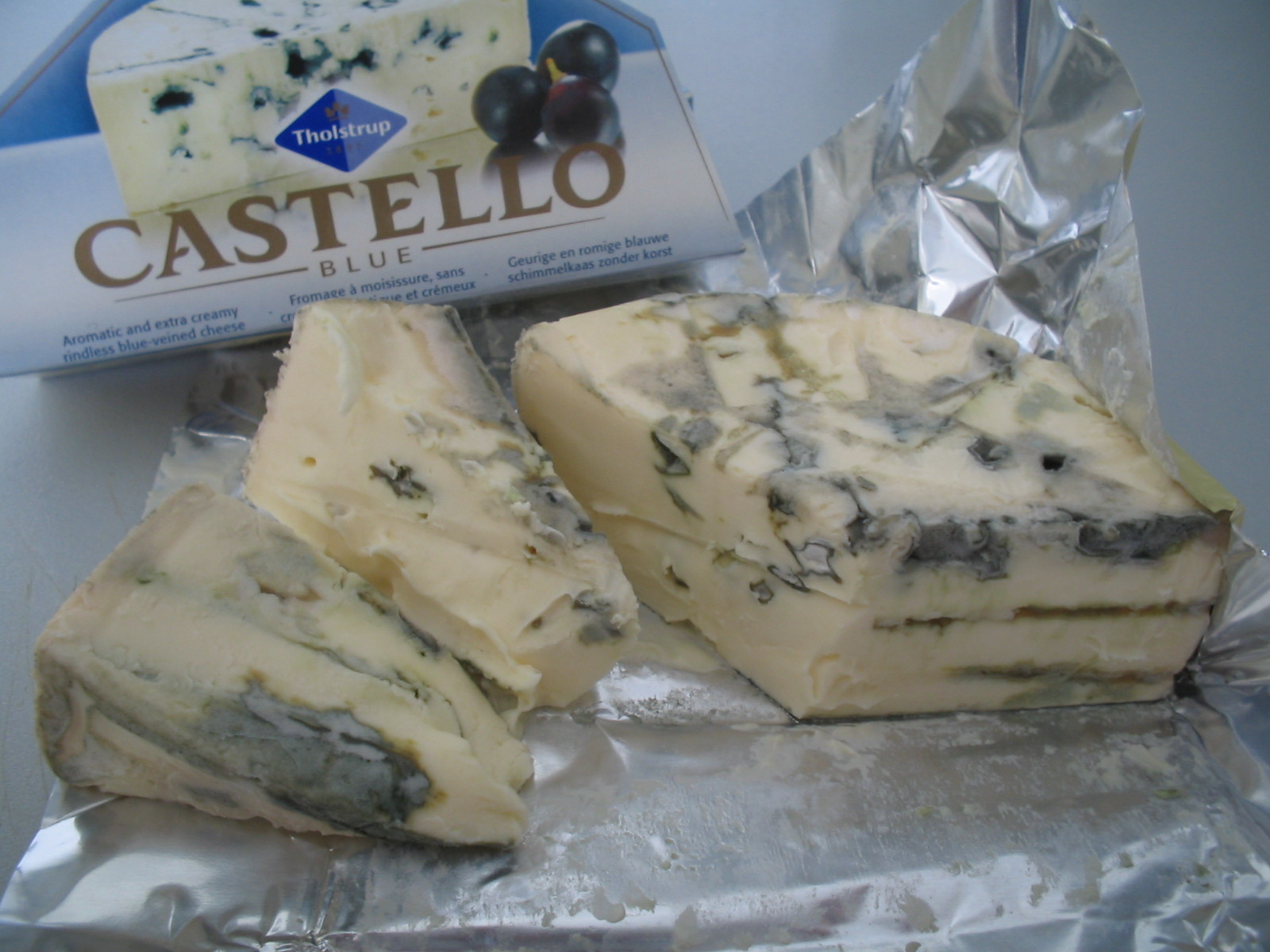
Brânza Castello

Brânza Castello este o varietate de brânză daneză produsă de compania Arla Foods, ce are sediul în Danemarca. Ca și consistență, este o brânză moale. 